# Gouden piranha
De gouden piranha (Pygopristis denticulata) is een straalvinnige vissensoort uit de familie van de echte piranha's (Serrasalmidae). De wetenschappelijke naam van de soort is voor het eerst geldig gepubliceerd in 1819 door Cuvier.
Deze piranhasoort bezit een sterk gebit waarmee hij ook mensen kan verwonden. Hij komt in het stroomgebied van de Orinoco de rivieren van het noorden en oosten van het Guianaschild en de zijrivieren van de beneden-Amazone voor.

## Morfometrie
De geometrische morfometrie van de groei van deze vissort is bestudeerd. Hieruit bleek dat gedurende de groei het middeldeel van het lichaam sneller groeit dan de kop en dat het oog veel langzamer groeit dan de kop.

## Geluid
De gouden piranha brengt geluid voort. Het geluid bestaat uit verscheidene pulsen met onregelmatige tussenpozen. Het wordt waarschijnlijk veroorzaakt door een spier die deschedel met het voorste deel van de zwemblaas verbindt. Het doel van de geluiden is niet helemaal duidelijk, maar ze zijn waarschijnlijk deel van het paringsritueel.

## Beeldgalerij

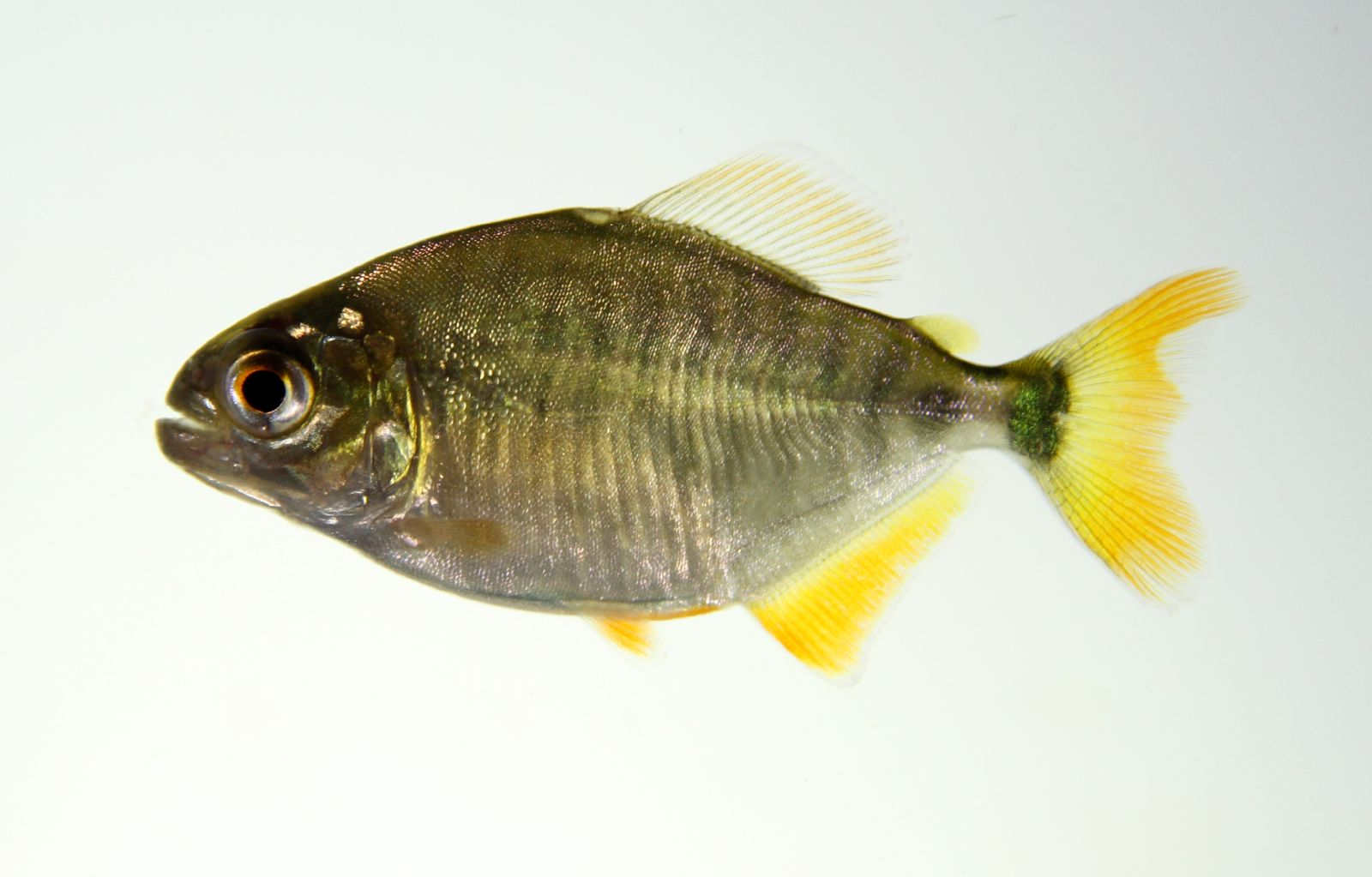
Pygopristis_denticulata
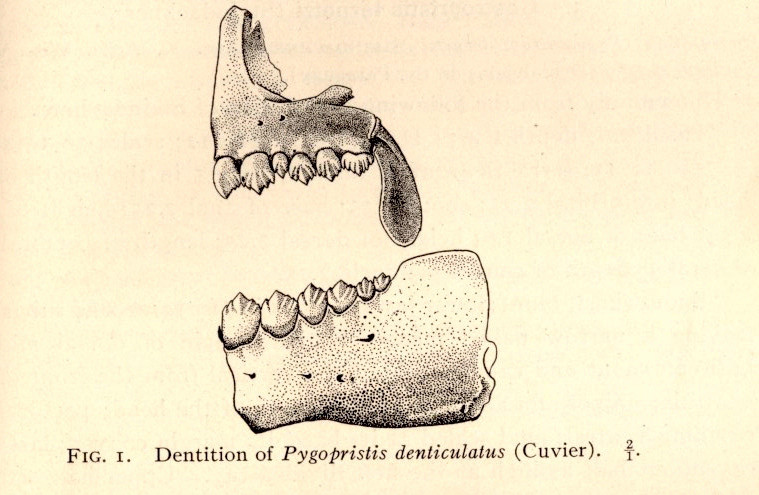
Het gebit